# Sten Faste
Sten Olle Jerker Jönsson Faste, född 22 juli 1912 i Helsingborg, död 5 januari 1996 i Dorotea, var en svensk skulptör.
Han var son till kontoristen Olof Jönsson och Anna Matilda Olsson och från 1947 gift med Karin Inga-Britt Nilsson (1927–2006).
Som 15-åring började han i bildhuggarlära i Malmö. 1934 studerade han vid Bizzie Høyers Tegneskole i Köpenhamn och därefter 1935–1937 Kunstakademiet i Köpenhamn. Han har deltagit vid utställningar på ett flertal orter i Skåne och på många andra platser i Sverige.
Bland offentliga konstverk kan nämnas ”Gymnastikflickan” i brons som är placerad utanför Idrottshallen i Landskrona. Den är samtidigt ett porträtt av Landskronaflickan Hjördis Nordin som blev en av guldmedaljörerna i gymnastik på VM i Basel 1950 och OS i Helsingfors 1952. I Tollarps centrum finns ”Mot vattenspegel” (eller som tydligen kommunen väljer ”Sjöjungfru”).  I Sösdala finns ett konstverk med skulpturen "Kvartetten". Den tillkom för att hedra minnet studentkvartettens grundare Otto Lindblad.
Tillsammans med Bertil Anzén ställde han ut i Kristianstad 1948 och han medverkade i samlingsutställningar med Hörby konstförening och Lunds konstnärsgille. Hans konst består huvudsakligen av porträttbyster.